# Championnats d'Afrique de cyclisme sur piste 2017
Navigation
Championnats d'Afrique 2016 Championnats d'Afrique 2018
Les Championnats d'Afrique de cyclisme sur piste 2017 ont lieu du 20 au 24 mars 2017 sur le Cyril Geoghegan Velodrome à Durban en Afrique du Sud. 

## Épreuves masculines
| Épreuves               | Or                                                                        | Argent                                                                       | Bronze                                                                      |
| ---------------------- | ------------------------------------------------------------------------- | ---------------------------------------------------------------------------- | --------------------------------------------------------------------------- |
| Kilomètre              | Jean Spies                                                                | Jared Poulton                                                                | Othmane El Afi                                                              |
| Keirin                 | Jean Spies                                                                | Wade Theunissen                                                              | Rocco King                                                                  |
| Vitesse individuelle   | Jean Spies                                                                | Wade Theunissen                                                              | Jared Poulton                                                               |
| Vitesse par équipes    | Afrique du Sud Evan Carstens Bernard Esterhuizen Clint Hendricks          | Afrique du Sud Graeme Ockhuis Wade Theunissen Rocco King                     | Seychelles Christopher Gerry Xerxes Larue Mario Ernesta                     |
| Poursuite individuelle | Steven van Heerden                                                        | Jared Poulton                                                                | Othmane El Afi                                                              |
| Poursuite par équipes  | Afrique du Sud Nolan Hoffman Steven van Heerden Jean Spies Joshua van Wyk | Afrique du Sud Jared Poulton Giuliano Giordani Evan Carstens Clint Hendricks | Afrique du Sud Peter Lee Jefferies Kyle Walker Sbonga Shange Andrew Edwards |
| Course aux points      | Steven van Heerden                                                        | Evan Carstens                                                                | Jared Poulton                                                               |
| Scratch                | Jean Spies                                                                | Nolan Hoffman                                                                | Evan Carstens                                                               |
| Course à l'américaine  | Afrique du Sud Nolan Hoffman Steven van Heerden                           | Afrique du Sud Bernard Esterhuizen Evan Carstens                             | Afrique du Sud Jean Spies Jared Poulton                                     |
| Omnium                 | Nolan Hoffman                                                             | Evan Carstens                                                                | Clint Hendricks                                                             |

## Épreuves féminines

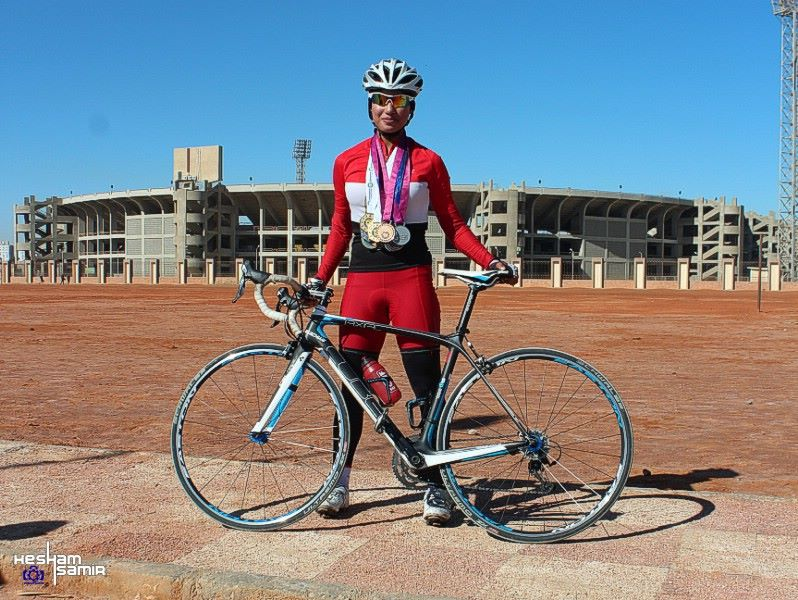
Ebtisam Zayed remporte quatre médailles, dont trois titres.

| Épreuves               | Or                                                                                         | Argent                                                                    | Bronze                      |
| ---------------------- | ------------------------------------------------------------------------------------------ | ------------------------------------------------------------------------- | --------------------------- |
| 500 mètres             | Bernette Beyers                                                                            | Jennifer Abbot                                                            | Magdalene Nicholson         |
| Keirin                 | Ebtisam Zayed                                                                              | Bernette Beyers                                                           | Jennifer Abbot              |
| Vitesse individuelle   | Bernette Beyers                                                                            | Jennifer Abbot                                                            | Rita Aggo                   |
| Vitesse par équipes    | Afrique du Sud Bernette Beyers Jennifer Abbot                                              | Égypte Donia Rashwan Ebtisam Zayed                                        |                             |
| Poursuite individuelle | Ebtisam Zayed                                                                              | Charlene Roux                                                             | Danielle van Niekerk        |
| Poursuite par équipes  | Afrique du Sud Charlene Du Preez Danielle Norman Victoria Sarah Bester Magdalene Nicholson | Afrique du Sud Claudia Gnudi Daniele van Niekerk Jennifer Abbot Julie Lee |                             |
| Course aux points      | Bernette Beyers                                                                            | Charlene Roux                                                             | Victoria Myburgh            |
| Scratch                | Ebtisam Zayed                                                                              | Charlene Roux                                                             | Claudia Gnudi               |
| Course à l'américaine  | Afrique du Sud Jennifer Abbot Danielle van Niekerk                                         | Afrique du Sud Victoria Myburgh Claudia Gnudi                             | Mixte Aicha Tihar Rita Aggo |
| Omnium                 | Charlene Roux                                                                              | Claudia Gnudi                                                             | Victoria Myburgh            |

## Tableaux des médailles
| Rang  | Nation         | Or | Argent | Bronze | Total |
| ----- | -------------- | -- | ------ | ------ | ----- |
| 1     | Afrique du Sud | 17 | 19     | 13     | 49    |
| 2     | Égypte         | 3  | 1      | 0      | 4     |
| 3     | Maroc          | 0  | 0      | 2      | 2     |
| 4     | Mixte          | 0  | 0      | 1      | 1     |
| 4     | Nigeria        | 0  | 0      | 1      | 1     |
| 4     | Seychelles     | 0  | 0      | 1      | 1     |
| Total | Total          | 20 | 20     | 18     | 58    |